# Omne trinum est perfectum
La locuzione latina Omne trinum est perfectum, tradotta letteralmente, significa: "Ogni cosa trina è perfetta", cioè "Ogni complesso di tre, tutto quel che risulta di tre elementi o parti, è cosa perfetta".
La sentenza è d'origine medievale. Essa esprime il concetto, di derivazione cabalistica, del carattere sacro del numero tre, nel quadro d'una concezione metafisica, oppure magica, dell'universo (propria anche del pitagorismo) che vede nel numero il suo principio costitutivo.
Del resto, essa può essere anche interpretata in senso cristiano, con riferimento al dogma fondamentale della Trinità, e alla concezione che vede in tanti aspetti dell'universo dei misteriosi riflessi, appunto, della Trinità divina creatrice.
Nel parlar comune, il proverbio è spesso citato, ma di solito in tono scherzoso, con allusione a gruppi di tre persone o cose.